# 狂犬と呼ばれた男たち
『狂犬と呼ばれた男たち』（きょうけんとよばれたおとこたち）は、2017年に発売されたオールインエンタテインメントによるオリジナルビデオシリーズ。第一作目となる『狂犬と呼ばれた男たち カリスマヤクザ』は渋谷区のユーロライブにて単館上映された。

## 概要
2017年7月時点で全3作が制作されている。各作品はそれぞれ独立した物語となっているが、いずれも小沢仁志演じる東郷組3代目組長・辰巳悠悟の回想により物語が進んでいく。小沢仁志の他、本宮泰風、小沢和義、中野英雄、赤井英和、渡辺裕之らも同シリーズの複数作品に出演しているが、彼らはそれぞれ違う役を演じている。

## 狂犬と呼ばれた男たち カリスマヤクザ
シリーズ第1作。2017年1月に渋谷ユーロライブにて上映され、同年2月にDVDが発売された。

### あらすじ
三代目東郷組組長の辰巳は、ステゴロ帝王と呼ばれた牧川組の若頭・鰐淵市蔵（本宮泰風）を思い出す。その圧倒的なカリスマ性とケンカの強さにより、多くの若者を惹きつけた鰐淵。 牧川組長はそんな若者達に盃を与え、勢力拡大を狙っていた。だが、ある日、鰐淵が日本最大組織である大和組の組員をステゴロで打ち負かしたことにより、牧川組は存続の危機にさらされる。

### キャスト
- 本宮泰風：牧川組若頭 鰐淵市蔵
- 渡辺裕之：牧川組組長 牧川
- 中野英雄：牧川組若頭（鰐淵の前の若頭）
- 高原知秀：牧川組組員
- 舘昌美：牧川組組員 オオヌマ
- 川原英之：大和組系相山組組長
- 千葉誠樹：大和組系相山組若頭
- 村内孝志：大和組系相山組組員 トダ
- 永栄正顕：大和組系相山組組員
- 山本淳平：大和組系相山組組員
- 中澤達也：クラブの黒服（大和組系相山組組員）
- 中山こころ：クラブホステス
- SHU：大和組系組員
- 本田広登：半グレ
- 川崎健太
- 斗支也：ヒットマン（平手組組員）
- 小沢和義：大和組系風早組若頭
- 赤井英和：大和組系風早組組長
- 江原シュウ：三代目東郷組組員
- 小沢仁志：三代目東郷組組長 辰巳悠悟

### 監督 / 脚本
- 監督：浅生マサヒロ
- 脚本：花形怜、山鹿孝起

## 狂犬と呼ばれた男たち 外道ヤクザ
シリーズ第2作。2017年4月にDVD発売。

### あらすじ
東勇会の若頭補佐を務める朝村喜太郎（小沢和義）は歌舞伎町で片目の鬼太郎と呼ばれ、一度キレたら止まらない狂犬として恐れられていた。ケンカは強いが金儲けには疎い朝村は、弟分の松尾と共に、敵対組織である西永組のシノギを強引に奪っていく。西永組（川原英之）は朝村の妹で歌手の優那（緒川凛）を人質に取ろうとするが、逆に朝村の報復に遭い、大勢の組員を殺されてしまう。殺人容疑で逮捕された朝村は、あまりのタイミングの良さから、警察（渡辺裕之）と西永組の繋がりを疑い始める。

### キャスト
- 小沢和義：東勇会若頭補佐 朝村喜太郎
- 山本淳平：松尾(朝村の弟分)
- 加島ちかえ：優那(朝村の妹)
- 本宮泰風：バーテンダー
- 渡辺裕之：新宿のマルボウ 柴田悠平
- 川原英之：西長組組長
- 中野英雄：東勇会本部長 五十嵐洋二郎
- 赤井英和：東勇会会長
- 小沢仁志：三代目東郷組組長 辰巳悠悟

### 監督 / 脚本
- 監督：濱水信
- 脚本：花形怜、晦日師走

## 狂犬と呼ばれた男たち 大阪ヤクザ戦争
シリーズ第3作。2017年6月にDVD発売。

### あらすじ
高原一家との抗争で相棒を殺され、自身も収監されてしまった倭心会の若頭補佐・坂本敏也（川原英之）。8年後に釈放となった坂本が倭心会に戻ると、既に組織は高原一家の傘下となり、御法度だったシャブの売買に手を出していた。坂本は幹部の山橋（本宮泰風）や部下の浅田（北代高士）と共に組織の立て直しを図ろうとするが、高原一家（渡辺裕之）に目をつけられ、会長の平野（菅田俊）に破門を言い渡されてしまうのだった。

### キャスト
- 川原英之：倭心会若頭補佐 坂本敏也
- 菅田俊：倭心会会長 平野
- 小沢和義：倭心会若頭
- 北代高士：倭心会組員 浅田
- 本宮泰風：倭心会幹部 山橋
- 渡辺裕之：高原一家総長
- 中野英雄：高原一家幹部
- 小沢仁志：三代目東郷組組長 辰巳悠悟

### 監督 / 脚本
- 監督：浅生マサヒロ
- 脚本：浅生マサヒロ、中楯裕二

## 3作共通スタッフ
『カリスマヤクザ』『外道ヤクザ』『大阪ヤクザ戦争』3作共通スタッフ
- 企画：HIDE
- プロデューサー：天海武尊、山鹿孝起
- 企画協力：影野臣直
- 撮影：下元哲
- 録音：池田知久
- 美術：中谷暢宏
- 編集：小川幸一
- 音響効果：藤本淳
- ガンエフェクト：浅沼マサヒロ
- テーマ曲「はかな道」作詞・作曲・歌：加島ちかえ / 編曲：川添智久 / 協力：B.Y.S スタジオ
- 制作：ワールドムービープロダクション
- 製作：狂犬と呼ばれた男たち製作委員会

## DVDリリース
| タイトル                            | ジャケットコピー                        | 主演     | セルリリース日 |
| ----------------------------------- | --------------------------------------- | -------- | -------------- |
| 狂犬と呼ばれた男たち カリスマヤクザ | 狂犬─それは時代を生きた一匹の男の物語   | 本宮泰風 | 2017年2月3日   |
| 狂犬と呼ばれた男たち 外道ヤクザ     | なし                                    | 小沢和義 | 2017年4月7日   |
| 狂犬と呼ばれた男たち 大阪ヤクザ戦争 | 狂犬─それは語り継がれていく男たちの物語 | 川原英之 | 2017年6月2日   |